# Une illusion d'amour
Pour plus de détails, voir Fiche technique et Distribution.
Une illusion d'amour (Sundays at Tiffany's), également intitulé Amoureuse à Noël, est un téléfilm américain réalisé par Mark Piznarski, inspiré du roman Rendez-vous chez Tiffany (en) de James Patterson, et diffusé le 9 décembre 2010 sur Lifetime en France le 16 avril 2012 sur M6.

## Synopsis
Jeune fille, Jane Claremont (Alyssa Milano) accompagne chaque dimanche sa mère Vivian (Stockard Channing) à Tiffany's à New York, et amène avec elle son ami imaginaire, Michael (Eric Winter). Vingt ans plus tard, Jane est une femme d'affaires qui réussit et qui se prépare à épouser Hugh (Ivan Sergei), son charmant fiancé, jusqu'à ce que Michael, qui lui aussi a bien grandi, réapparaisse dans sa vie pour la mettre en garde sur la voie qu'elle prend. D'abord choquée et dans le déni, Jane se rend petit à petit compte que Michael n'est pas seulement revenu dans sa vie au moment où elle a le plus besoin de lui, mais qu'il pourrait être son grand amour.

## Fiche technique
- Musique : Mateo Messina

## Distribution
- Alyssa Milano (VF : Magali Barney) : Jane Claremont[1]
- Eric Winter (VF : Cédric Dumond) : Michael Friend[1]
- Ivan Sergei (VF : Adrien Antoine) : Hugh
- Stockard Channing : Vivian Claremont
- Kristin Booth (VF : Valérie Nosrée) : Jacqueline
- Lindsay Ames : Miranda
- London Angelis : Paul
- Gage Munroe (en) : Michael Friend (jeune)
- Emily Alyn Lind : Jane Claremont (jeune)
- Kofi Payton (VF : Gabriel Bismuth-Bienaimé) : Peter
- Meghan Heffern : employée du magasin de robes de mariées
- Mo Kelso : la fleuriste
- Robyn Thaler Hickey : la vendeuse
- Janet Porter : Amie de Jane #1
- Lyndie Greenwood : Amie de Jane #2

## Commentaires
- Alyssa Milano et Ivan Sergei avaient déjà joué ensemble dans la huitième et ultime saison de la série télévisée Charmed (2005-2006).

- Alyssa Milano et Eric Winter avaient tous les deux tourné en 2002 dans la série télévisée Charmed et en 2008 dans le pilote d'une série intitulée Single with Parents pour le réseau ABC.

- Le téléfilm est diffusé en France sous le titre Amoureuse à Noël.

## Accueil
Le téléfilm a été vu par 2,089 millions de téléspectateurs lors de sa première diffusion.